# Deutsche Wasserball-Liga 2018/19
Die Saison 2018/19 der Deutschen Wasserball-Liga begann am 20. Oktober 2018 mit der Hauptrunde und endet im Juni 2019. Die Wasserfreunde Spandau 04 setzen sich im Finale gegen Titelverteidiger Waspo 98 Hannover durch und sicherte sich damit seinen 37. Titel seit 1979.

## Modus
Die Spiele werden nach dem Rundensystem mit Hauptrunde (Hin- und Rückspiel) sowie Meisterschaftsrunde (Play-off Endrunde) von Mitte Oktober 2018 bis Juni 2019 ausgetragen.

## Hauptrunde
Gespielt wird in 2 Gruppen (Pro) in einer einfachen Runde mit Hin- und Rückspiel. In der Pro A, der die besten acht Mannschaften der Vorsaison angehören, qualifizieren sich die ersten beiden direkt für das Play-off Halbfinale. Die Mannschaften auf den Plätzen drei bis sechs spielen die anderen zwei Teilnehmer für das Play-off-Halbfinale aus. Die beiden Tabellenletzten der Pro A und die vier Ersten der Pro B spielen in einer Relegationsrunde (zehn Spieltage), die beiden Teilnehmer für die Pro A der Saison 2019/20 aus. Die Mannschaften auf den Plätzen fünf bis sieben der Pro B müssen in eine Abstiegsrunde, bei der die vorherigen Ergebnisse mitgenommen werden. Der dortige Drittplatzierte wird der 15. der Gesamtwertung und geht in das Aufstiegsturnier mit den Vertretern der 2. Wasserball-Liga.

### Pro A

#### Abschlusstabelle
| Pl.                             | Verein                   | Sp. | S  | U | N  | Tore    | Diff. | Punkte |
| ------------------------------- | ------------------------ | --- | -- | - | -- | ------- | ----- | ------ |
| 1.                              | Wasserfreunde Spandau 04 | 14  | 13 | 0 | 1  | 238:600 | +178  | 26:20  |
| 2.                              | Waspo 98 Hannover (M/P)  | 14  | 13 | 0 | 1  | 249:890 | +160  | 26:20  |
| 3.                              | ASC Duisburg             | 14  | 8  | 1 | 5  | 174:166 | +8    | 17:11  |
| 4.                              | OSC Potsdam              | 14  | 7  | 1 | 6  | 135:153 | −18   | 15:13  |
| 5.                              | SSV Esslingen            | 14  | 6  | 1 | 7  | 120:184 | −64   | 13:15  |
| 6.                              | SVV Plauen (A–B)         | 14  | 4  | 1 | 9  | 136:202 | −66   | 09:19  |
| 7.                              | Duisburger SV 98 (A–B)   | 14  | 1  | 1 | 12 | 086:187 | −101  | 03:25  |
| 8.                              | SG Neukölln Berlin       | 14  | 0  | 3 | 11 | 070:167 | −97   | 03:25  |
| Stand: Endstand (30. März 2019) |                          |     |    |   |    |         |       |        |

Platzierungskriterien: 1. Punkte – 2. Direkter Vergleich (Punkte, Tordifferenz, geschossene Tore) – 3. Tordifferenz – 4. geschossene Tore

 Qualifikant Play-off-Halbfinale 

 Qualifikant 1. Play-off-Runde 

 Teilnehmer an der Relegationsrunde Pro A – Pro B 

(M) Meister der vorherigen Saison 

(P) Pokalsieger der vorherigen Saison 

(A–B) Aufsteiger aus der Pro B der vorherigen Saison

#### Kreuztabelle
Die Kreuztabelle stellt die Ergebnisse aller Spiele dieser Saison dar. Die Heimmannschaft ist in der linken Spalte aufgelistet und die Gastmannschaft in der obersten Reihe.
| Pro A 20. Oktober 2018 – 30. März 2019 | Pro A 20. Oktober 2018 – 30. März 2019 | Wasserfreunde Spandau 04 | Waspo 98 Hannover | ASC Duisburg | OSC Potsdam | SSV Esslingen | SVV Plauen | Duisburger SV 98 | SG Neukölln Berlin |
| -------------------------------------- | -------------------------------------- | ------------------------ | ----------------- | ------------ | ----------- | ------------- | ---------- | ---------------- | ------------------ |
| 01.                                    | Wasserfreunde Spandau 04               |                          | 5:6               | 20:10        | 18:30       | 25:10         | 21:40      | 10:00            | 18:30              |
| 02.                                    | Waspo 98 Hannover                      | 7:9                      |                   | 18:50        | 19:60       | 23:50         | 22:11      | 21:60            | 21:20              |
| 03.                                    | ASC Duisburg                           | 08:20                    | 06:17             |              | 07:10       | 14:10         | 21:90      | 17:60            | 13:70              |
| 04.                                    | OSC Potsdam                            | 03:17                    | 10:18             | 12:12        |             | 18:70         | 15:80      | 15:80            | 8:5                |
| 05.                                    | SSV Esslingen                          | 04:17                    | 08:22             | 09:15        | 10:50       |               | 15:90      | 16:80            | 8:8                |
| 06.                                    | SVV Plauen                             | 02:23                    | 09:14             | 10:18        | 17:12       | 09:10         |            | 14:70            | 11:11              |
| 07.                                    | Duisburger SV 98                       | 06:21                    | 03:21             | 10:12        | 05:11       | 8:9           | 07:12      |                  | 5:5                |
| 08.                                    | SG Neukölln Berlin                     | 03:14                    | 04:20             | 08:16        | 2:7         | 3:8           | 06:11      | 3:7              |                    |

1. ↑  Wasserfreunde Spandau 04 – Duisburger SV 98 (14. Spieltag); Wertung 2:0 Punkte und 10:0 Tore für Spandau, Duisburg trat wegen einer Krankheitswelle nicht an.

### Pro B
Durch den Verzicht des SC Neustadt auf seinen Startplatz in der Pro B und in Ermangelung einer achten Mannschaft, spielt die Pro B in dieser Saison nur mit sieben Teams. Aus diesem Grund gibt es keinen direkten Absteiger in die 2. Wasserball-Liga.

#### Abschlusstabelle
| Pl.                             | Verein                      | Sp. | S  | U | N | Tore    | Diff. | Punkte |
| ------------------------------- | --------------------------- | --- | -- | - | - | ------- | ----- | ------ |
| 1.                              | White Sharks Hannover (A–A) | 12  | 10 | 1 | 1 | 167:104 | +63   | 21:30  |
| 2.                              | SV Ludwigsburg 08           | 12  | 9  | 0 | 3 | 184:114 | +70   | 18:60  |
| 3.                              | SV Bayer Uerdingen 08 (A–A) | 12  | 5  | 2 | 5 | 131:123 | +8    | 12:12  |
| 4.                              | SGW Köln                    | 12  | 4  | 2 | 6 | 108:142 | −34   | 10:14  |
| 5.                              | SC Wedding Berlin           | 12  | 4  | 1 | 7 | 126:142 | −16   | 09:15  |
| 6.                              | SV Krefeld 72               | 12  | 4  | 1 | 7 | 105:137 | −32   | 09:15  |
| 7.                              | SV Weiden (N)               | 12  | 2  | 1 | 9 | 103:162 | −59   | 05:19  |
| Stand: Endstand (16. März 2019) |                             |     |    |   |   |         |       |        |

Platzierungskriterien: 1. Punkte – 2. Direkter Vergleich (Punkte, Tordifferenz, geschossene Tore) – 3. Tordifferenz – 4. geschossene Tore

 Teilnehmer an der Relegationsrunde Pro A – Pro B 

 Teilnehmer Abstiegsrunde 

(A–A) Absteiger aus der Pro A der vorherigen Saison 

(N) Aufsteiger aus der 2. Wasserball-Liga

#### Kreuztabelle
Die Kreuztabelle stellt die Ergebnisse aller Spiele dieser Saison dar. Die Heimmannschaft ist in der linken Spalte aufgelistet und die Gastmannschaft in der obersten Reihe.
| Pro B 20. Oktober 2018 – 16. März 2019 | Pro B 20. Oktober 2018 – 16. März 2019 | White Sharks Hannover | SV Ludwigsburg 08 | SV Bayer Uerdingen 08 | Köln  | SC Wedding Berlin | SV Krefeld 72 | SVW   |
| -------------------------------------- | -------------------------------------- | --------------------- | ----------------- | --------------------- | ----- | ----------------- | ------------- | ----- |
| 01.                                    | White Sharks Hannover                  |                       | 10:90             | 18:80                 | 18:70 | 14:80             | 17:70         | 10:40 |
| 02.                                    | SV Ludwigsburg 08                      | 13:10                 |                   | 17:70                 | 19:70 | 25:11             | 22:90         | 20:80 |
| 03.                                    | SV Bayer Uerdingen 08                  | 11:11                 | 15:11             |                       | 8:9   | 16:50             | 10:11         | 18:70 |
| 04.                                    | SGW Köln                               | 08:11                 | 08:14             | 8:8                   |       | 05:14             | 10:90         | 10:50 |
| 05.                                    | SC Wedding Berlin                      | 10:12                 | 10:11             | 09:10                 | 16:13 |                   | 12:10         | 13:50 |
| 06.                                    | SV Krefeld 72                          | 08:19                 | 11:70             | 7:3                   | 07:10 | 8:8               |               | 8:7   |
| 07.                                    | SV Weiden                              | 11:17                 | 08:16             | 10:17                 | 13:13 | 13:10             | 12:10         |       |

## Play-off Pro A

### 1. Play-off-Runde
Modus: Best-of-Five
Termine: 3. April 2019 (1. Spiel), 6. April 2019 (2. Spiel) und 7. April 2019 (3. Spiel)
Die erstgenannte Mannschaft hatte im 1. Spiel Heimrecht.
| Paarung       | Paarung | Paarung      | 1.    | 2.    | 3.  | 4.  | 5.  |
| ------------- | ------- | ------------ | ----- | ----- | --- | --- | --- |
| SSV Esslingen | –       | OSC Potsdam  | 11:12 | 08:14 | 4:9 | --- | --- |
| SSV Plauen    | –       | ASC Duisburg | 11:12 | 04:13 | 7:9 | --- | --- |

1. ↑  Sieg nach Fünfmeterwerfen

### Halbfinale
Modus: Best-of-Five
Termine: 8. Mai 2019 (1. Spiel), 11. Mai 2019 (2. Spiel) und 12. Mai 2019 (3. Spiel)
Die erstgenannte Mannschaft hatte im 1. Spiel Heimrecht.
| Paarung      | Paarung | Paarung                  | 1.    | 2.    | 3.    | 4.  | 5.  |
| ------------ | ------- | ------------------------ | ----- | ----- | ----- | --- | --- |
| OSC Potsdam  | –       | Wasserfreunde Spandau 04 | 09:12 | 05:18 | 05:21 | --- | --- |
| ASC Duisburg | –       | Waspo 98 Hannover        | 06:11 | 08:15 | 10:14 | --- | --- |

### Finale
Modus: Best-of-Five
Termine: 22. Mai 2019 (Hannover), 25. Mai 2019 (Berlin) und 26. Mai 2019 (Berlin)
| Paarung           | Paarung | Paarung                  | 1.    | 2.    | 3.    | 4.  | 5.  |
| ----------------- | ------- | ------------------------ | ----- | ----- | ----- | --- | --- |
| Waspo 98 Hannover | –       | Wasserfreunde Spandau 04 | 09:10 | 17:18 | 08:12 | --- | --- |

1. ↑  Sieg nach Fünfmeterwerfen

 Deutscher Meister

### Spiel um Platz 3
Modus: Best-of-Three
Termine: 25. Mai 2019 (Potsdam) und 1. Juni 2019 (Duisburg)
| Paarung     | Paarung | Paarung      | 1.  | 2.    | 3.  |
| ----------- | ------- | ------------ | --- | ----- | --- |
| OSC Potsdam | –       | ASC Duisburg | 9:3 | 10:90 | --- |

### Spiel um Platz 5
Modus: Best-of-Three
Termine: 27. April 2019 (Plauen) und 11. Mai 2019 (Esslingen)
| Paarung    | Paarung | Paarung       | 1.    | 2.  | 3.  |
| ---------- | ------- | ------------- | ----- | --- | --- |
| SSV Plauen | –       | SSV Esslingen | 10:90 | 9:8 | --- |

 Rückzug aus der DWL

## Relegationsrunde Pro A – Pro B
In der Relegationsrunde spielen die beiden Tabellenletzten der Pro A und die vier Ersten der Pro B an zehn Spieltagen, die drei Teilnehmer für die Pro A der Saison 2019/20 aus.

### Abschlusstabelle
| Pl.                    | Verein                    | Sp. | S | U | N | Tore    | Diff. | Punkte |
| ---------------------- | ------------------------- | --- | - | - | - | ------- | ----- | ------ |
| 7.                     | White Sharks Hannover (B) | 9   | 9 | 0 | 0 | 116:550 | +61   | 18:0   |
| 8.                     | SV Ludwigsburg 08 (B)     | 9   | 7 | 0 | 2 | 095:700 | +25   | 14:40  |
| 9.                     | SG Neukölln Berlin (A)    | 9   | 5 | 1 | 3 | 100:680 | +32   | 11:70  |
| 10.                    | Duisburger SV 98 (A)      | 9   | 2 | 1 | 6 | 078:100 | −22   | 05:13  |
| 11.                    | SV Bayer Uerdingen 08 (B) | 9   | 2 | 0 | 7 | 062:107 | −45   | 04:14  |
| 12.                    | SGW Köln (B)              | 9   | 1 | 0 | 8 | 064:115 | −51   | 02:16  |
| Stand: (25. Juni 2019) |                           |     |   |   |   |         |       |        |

Platzierungskriterien: 1. Punkte – 2. Direkter Vergleich (Punkte, Tordifferenz, geschossene Tore) – 3. Tordifferenz – 4. geschossene Tore

 Qualifikant für die Pro A der Saison 2019/20 

 Qualifikant für die Pro B der Saison 2019/20 

(A) Teilnehmer aus der Pro A der Hauptrunde 

(B) Teilnehmer aus der Pro B der Hauptrunde

### Kreuztabelle
Die Kreuztabelle stellt die Ergebnisse aller Spiele dieser Saison dar. Die Heimmannschaft ist in der linken Spalte aufgelistet und die Gastmannschaft in der obersten Reihe.
| Relegationsrunde Pro A – Pro B 6. April 2019 – 29. Juni 2019 | Relegationsrunde Pro A – Pro B 6. April 2019 – 29. Juni 2019 | Duisburger SV 98 | SG Neukölln Berlin | White Sharks Hannover | SV Ludwigsburg 08 | SV Bayer Uerdingen 08 |       |
| ------------------------------------------------------------ | ------------------------------------------------------------ | ---------------- | ------------------ | --------------------- | ----------------- | --------------------- | ----- |
| 07.                                                          | Duisburger SV 98                                             |                  | 10:10              | 09:18                 | 12:14             | 08:10                 | 8:6   |
| 08.                                                          | SG Neukölln Berlin                                           | 8:3              |                    | :                     | 8:9               | 19:30                 | 13:50 |
| 09.                                                          | White Sharks Hannover                                        | 10:50            | 13:50              |                       | 8:6               | 17:40                 | 16:50 |
| 10.                                                          | SV Ludwigsburg 08                                            | 14:70            | 13:90              | 09:10                 |                   | 10:00                 | :     |
| 11.                                                          | SV Bayer Uerdingen 08                                        | :                | 06:11              | 07:12                 | 09:10             |                       | 13:80 |
| 12.                                                          | SGW Köln                                                     | 10:16            | 06:17              | 05:12                 | 07:10             | 12:10                 |       |

1. ↑  SV Ludwigsburg 08 – SV Bayer Uerdingen 08 (3. Spieltag); Wertung 2:0 Punkte und 10:0 Tore für Ludwigsburg

## Abstiegsrunde Pro B
Die Mannschaften auf den Plätzen fünf bis sieben der Pro B spielen in einer Abstiegsrunde die Plätze 13 bis 15 der Gesamtwertung aus. Alle vorherigen Ergebnisse aus der Hauptrunde der Pro B wurden mitgenommen. Der 15. der Gesamtwertung, spielt in einem  Aufstiegsturnier mit den Vertretern der 2. Wasserball-Liga, die beiden Teilnehmer für die Pro B der Saison 2019/20 aus.

### Abschlusstabelle
| Pl.                            | Verein            | Sp. | S | U | N | Tore    | Diff. | Punkte |
| ------------------------------ | ----------------- | --- | - | - | - | ------- | ----- | ------ |
| 13.                            | SC Wedding Berlin | 16  | 5 | 2 | 9 | 159:177 | −18   | 12:20  |
| 14.                            | SV Krefeld 72     | 16  | 5 | 2 | 9 | 137:174 | −37   | 12:20  |
| 15.                            | SV Weiden (N)     | 16  | 4 | 3 | 9 | 143:195 | −52   | 11:21  |
| Stand: Endstand (1. Juni 2019) |                   |     |   |   |   |         |       |        |

 Qualifikant für die Pro B der Saison 2019/20 

 Rückzug aus der DWL 

(N) Aufsteiger aus der 2. Wasserball-Liga

### Kreuztabelle
Die Kreuztabelle stellt die Ergebnisse aller Spiele dieser Saison dar. Die Heimmannschaft ist in der linken Spalte aufgelistet und die Gastmannschaft in der obersten Reihe.
| Abstiegsrunde Pro B 13. April 2019 – 1. Juni 2019 | Abstiegsrunde Pro B 13. April 2019 – 1. Juni 2019 | SC Wedding Berlin | SV Krefeld 72 | SVW   |
| ------------------------------------------------- | ------------------------------------------------- | ----------------- | ------------- | ----- |
| 13.                                               | SC Wedding Berlin                                 |                   | 10:50         | 6:6   |
| 14.                                               | SV Krefeld 72                                     | 10:70             |               | 10:10 |
| 15.                                               | SV Weiden                                         | 14:10             | 10:70         |       |

## Die Meistermannschaft
| 1.                                | Wasserfreunde Spandau 04 |
| Logo der Wasserfreunde Spandau 04 | - Tor: László Baksa (16/–), Mihaly Peterfy (16/–) - Feldspieler: Remi Saudadier (18/13), Lucas Gielen (17/28), Mateo Ćuk (13/23), Tiberiu Negrean (18/46), Maurice Jüngling (19/20), Dennis Strelezkij (18/21), Nikola Dedović (16/34), Marko Stamm (8/10), Ben Reibel (18/28), Marin Restović (18/38), Stefan Pjesivac (18/32), Lukas Küppers (8/8), Moritz Ostmann (5/3), Tobias Martens (5/–), Nika Sushshiashvili (3/7), Ferdinand Korbel (2/1), Luka Götz (1/–), Lu Meo Ulrich (1/–) (Spiele/Tore) - Trainer: Petar Kovačević |